# Parupeneus insularis
Parupeneus insularis (Randall & Myers, 2002) è un pesce di mare appartenente alla famiglia Mullidae.

## Distribuzione
Proviene dalle barriere coralline dell'oceano Pacifico, in particolare dalle Isole Marshall, Hawaii, Pitcairn, Samoa e Polinesia francese e dal Kenya, nell'oceano Indiano. Nuota tra 30 e 75 m di profondità.

## Descrizione
La lunghezza massima registrata è di 30 cm; può arrivare a pesare 1,4 kg. Il suo corpo, leggermente compresso sull'addome, ha una colorazione composta da ampie fasce verticali marroni e bianche, a volte con sfumature rossastre o violacee. La pinna caudale è pallida e biforcuta, i barbigli sono bianchi.

## Biologia

### Alimentazione
Si nutre sia di pesci ossei più piccoli che di varie specie di invertebrati acquatici come crostacei anfipodi (Gammaridea), gamberi, granchi (Caridea, Xanthidae), molluschi cefalopodi e gasteropodi, e vermi, in particolare policheti.

### Predatori
È spesso preda dei serranidi Epinephelus fuscoguttatus e Epinephelus merra e del carangide Carangoides orthogrammus.